# Symbolanthus magnificus
Symbolanthus magnificus är en gentianaväxtart som beskrevs av Ernest Friedrich Gilg. Symbolanthus magnificus ingår i släktet Symbolanthus och familjen gentianaväxter. Inga underarter finns listade i Catalogue of Life.